# 鴨方駅

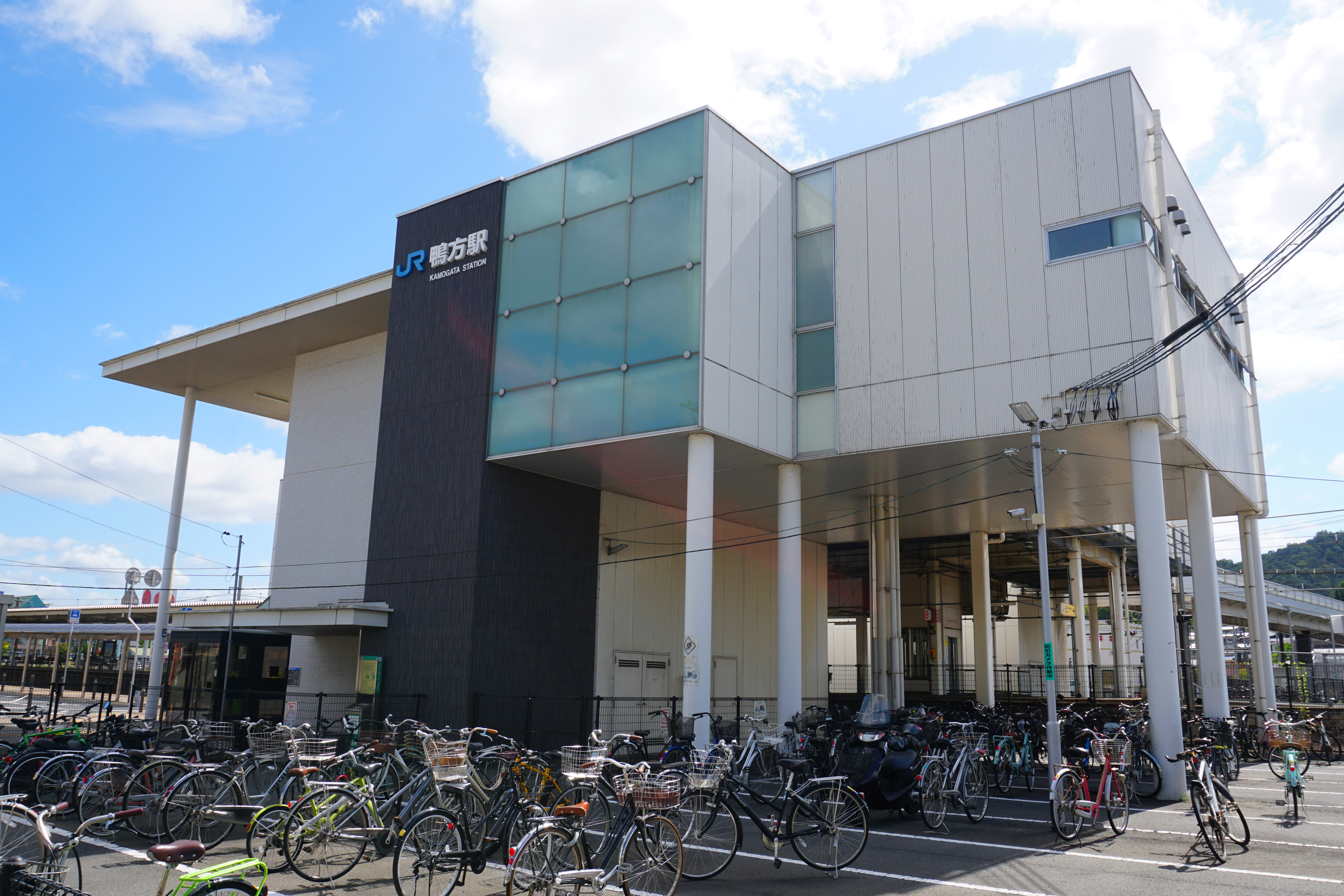
北口

鴨方駅（かもがたえき）は、岡山県浅口市鴨方町六条院中にある西日本旅客鉄道（JR西日本）山陽本線の駅である。駅番号はJR-W09。
浅口市の中心駅である。

## 歴史

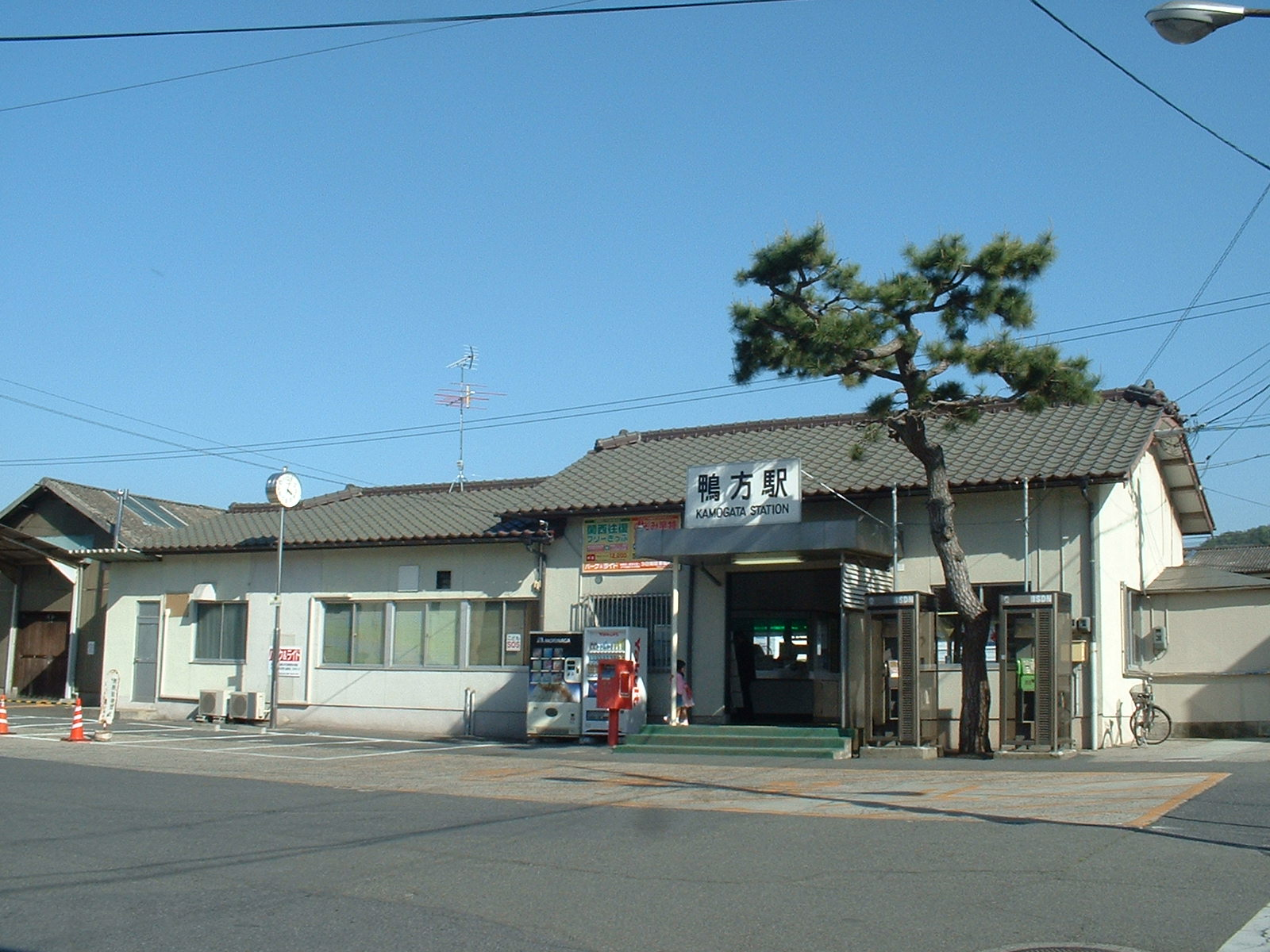
旧駅舎
（2011年3月25日まで使用された）

1891年（明治24年）に開設。当時の所在地は浅口郡六条院村であり、同郡鴨方村（後に鴨方町）は別の場所であった。六条院村はその後、六条院町を経て1955年（昭和30年）に鴨方町となった。
開設時より名称が「鴨方駅」となった背景には当初、鴨方村王寺権現付近に駅を建設する予定だったが、六条院村と鴨方村による敷設誘致合戦と、水運衰退を危惧した一部鴨方村民による反対運動が行われた結果、地元住民の連判、陳情によって六条院村に建設する代わりに駅名は当時、比較的名前の良く知られていた「鴨方」とすることで折合いが付いたことによる。

### 年表
- 1891年（明治24年）7月14日：山陽鉄道の倉敷駅 - 笠岡駅間開通時に開設[3]。旅客・貨物取扱開始[1]。
- 1906年（明治39年）12月1日：山陽鉄道国有化、国鉄の駅となる[3]。
- 1909年（明治42年）10月12日：鉄道院告示第54号に伴い国有鉄道線路名称制定、山陽本線所属となる。
- 1923年（大正12年）
  - 4月：金光駅 - 当駅間複線化[3]。
  - 9月：当駅 - 里庄駅間複線化[3]。
- 1949年（昭和24年）：公共企業団体「日本国有鉄道」が発足[5]。
- 1959年（昭和34年）3月：栗山精麦専用線竣工[5]。
- 1961年（昭和36年）10月：倉敷駅 - 三原駅間電化[5]。
- 1962年（昭和37年）10月24日：昭和天皇と香淳皇后が竹林寺天文台（国立天文台岡山天体物理観測所）へ行幸啓のため、特別列車（お召列車）で下車[6]。
- 1971年（昭和46年）
  - 8月：手小荷物扱い廃止[5]。
  - 11月16日：貨物廃止[5]。
- 1986年（昭和61年）：みどりの窓口営業開始。
- 1987年（昭和62年）4月1日：国鉄分割民営化に伴い、西日本旅客鉄道（JR西日本）の駅となる[1]。
- 2007年（平成19年） 9月1日：この日よりICカード「ICOCA」が利用可能となる。
- 2011年（平成23年）3月26日：橋上駅舎完成、使用開始[7]。
- 2013年（平成25年）12月21日：鴨方駅南横断歩道橋（全長60m）開通[8]。開通式典が行われる[9]。
- 2019年（平成31年）3月16日：朝に上り2本のみ停車していた快速「サンライナー」の当該列車が普通列車に変更[10]、「サンライナー」の停車駅から外された。
- 2016年（平成28年）：CTC化に伴い改札口とホームに新設されたLED式発車標使用開始[11]。
- 2020年（令和2年）
  - 4月10日：この日限りでみどりの窓口営業終了[12][13][2]。
  - 4月11日：この日より終日無人駅となる[2]。
  - 9月：駅ナンバリング導入、使用開始[14][15]。

## 駅構造

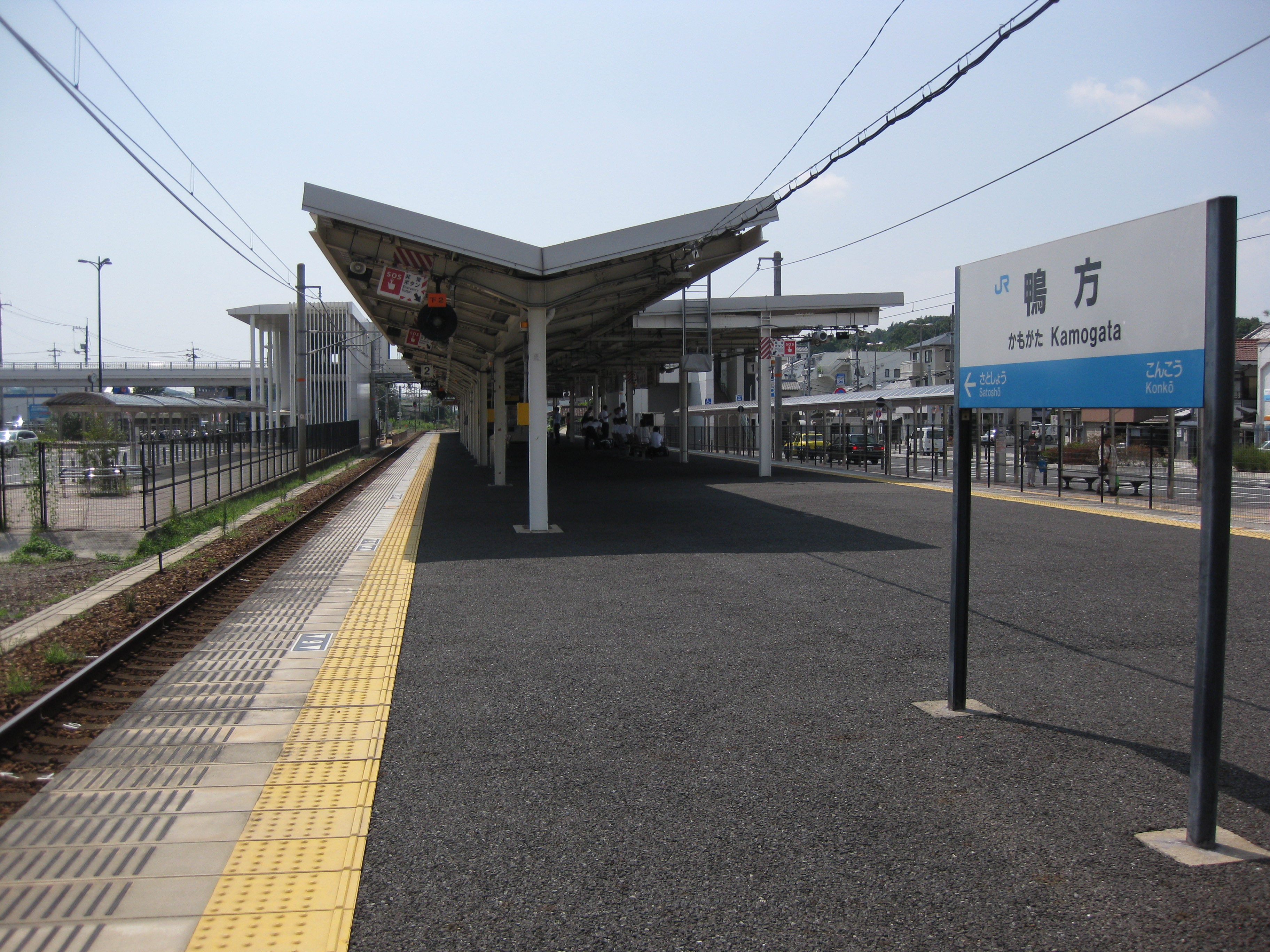
プラットホーム

島式ホーム1面2線を有する地上駅。橋上駅舎を備える。改札口は1ヶ所のみ。
以前は単式・島式ホーム複合型2面3線を有していた。その後、橋上駅舎化工事の際に旧2番のりばを1番線側に拡張して新1番のりばとし、単式ホーム（旧1番のりば）の使用を停止（同時に旧3番のりばを2番のりばに改番）。現在の1面2線に整理された。
無人駅。ICOCAが利用可能（相互利用可能ICカードはICOCAの項を参照）。みどりの券売機が設置されている。

### のりば
| のりば | 路線     | 方向 | 行先             | 備考                     |
| ------ | -------- | ---- | ---------------- | ------------------------ |
| 1      | 山陽本線 | 上り | 新倉敷・岡山方面 |                          |
| 2      | 山陽本線 | 下り | 福山・尾道方面   | 広島方面は糸崎で乗り換え |

## 利用状況
近年の1日平均乗車人員の推移は以下の通り。
| 乗車人員推移 | 乗車人員推移 |
| 年度         | 1日平均人数  |
| ------------ | ------------ |
| 1999         | 3,195        |
| 2000         | 3,112        |
| 2001         | 3,094        |
| 2002         | 2,974        |
| 2003         | 2,938        |
| 2004         | 2,778        |
| 2005         | 2,803        |
| 2006         | 2,728        |
| 2007         | 2,787        |
| 2008         | 2,748        |
| 2009         | 2,681        |
| 2010         | 2,665        |
| 2011         | 2,694        |
| 2012         | 2,817        |
| 2013         | 3,033        |
| 2014         | 2,988        |
| 2015         | 3,158        |
| 2016         | 3,161        |
| 2017         | 3,116        |
| 2018         | 3,021        |
| 2019         | 2,984        |
| 2020         | 2,613        |
| 2021         | 2,501        |

## 駅周辺
- 浅口市役所
- 浅口市立六条院小学校
- おかやま山陽高等学校
- 岡山自動車大学校
- 天満屋ハピータウン鴨方店
- マルナカ鴨方店
- ナンバ鴨方店
- エディオン鴨方店
- 鴨方郵便局
- 中国銀行鴨方支店
- 明王院
- 国道2号
- 岡山県道194号鴨方停車場線

### バス路線
- 浅口ふれあい号（北口・南口）

## 隣の駅
西日本旅客鉄道（JR西日本）
 山陽本線
金光駅 (JR-W08) - 鴨方駅 (JR-W09) - 里庄駅 (JR-W10)